# روسيو كاراسكو
روسيو كاراسكو موهيدانو (بالإسبانية: Rocío Carrasco Mohedano) هي شخصية إعلامية إسبانية ومقدمة برامج تلفزيونية وعارضة أزياء وسيدة أعمال ومنتجة وممثلة.، ولدت يوم 29 أبريل 1977 في مدريد في إسبانيا.

## روابط خارجية
- Rocío Carrasco على موقع IMDb (الإنجليزية)

لا توجد روابط لمواقع التواصل الاجتماعي.